# Palo Alto
Palo Alto (nome spagnolo che significa albero alto) è una città di 61 200 abitanti degli Stati Uniti situata nell'angolo nord-occidentale della Contea di Santa Clara, nella San Francisco Bay Area, in California.
Sorge nel versante settentrionale della Silicon Valley, ospita sezioni dell'Università di Stanford e i quartieri generali di molte compagnie tecnologiche come la HP o Tesla. Sono qui situate, inoltre, le sedi dei popolari social network Facebook e Linkedin. Qui è situata la sede dell'American Institute of Mathematics. Infine, è la sede del Mental Research Institute di Palo Alto, dove ha avuto origine la cosiddetta Scuola di Palo Alto di psicoterapia.

## Geografia fisica

### Caratteristiche ambientali

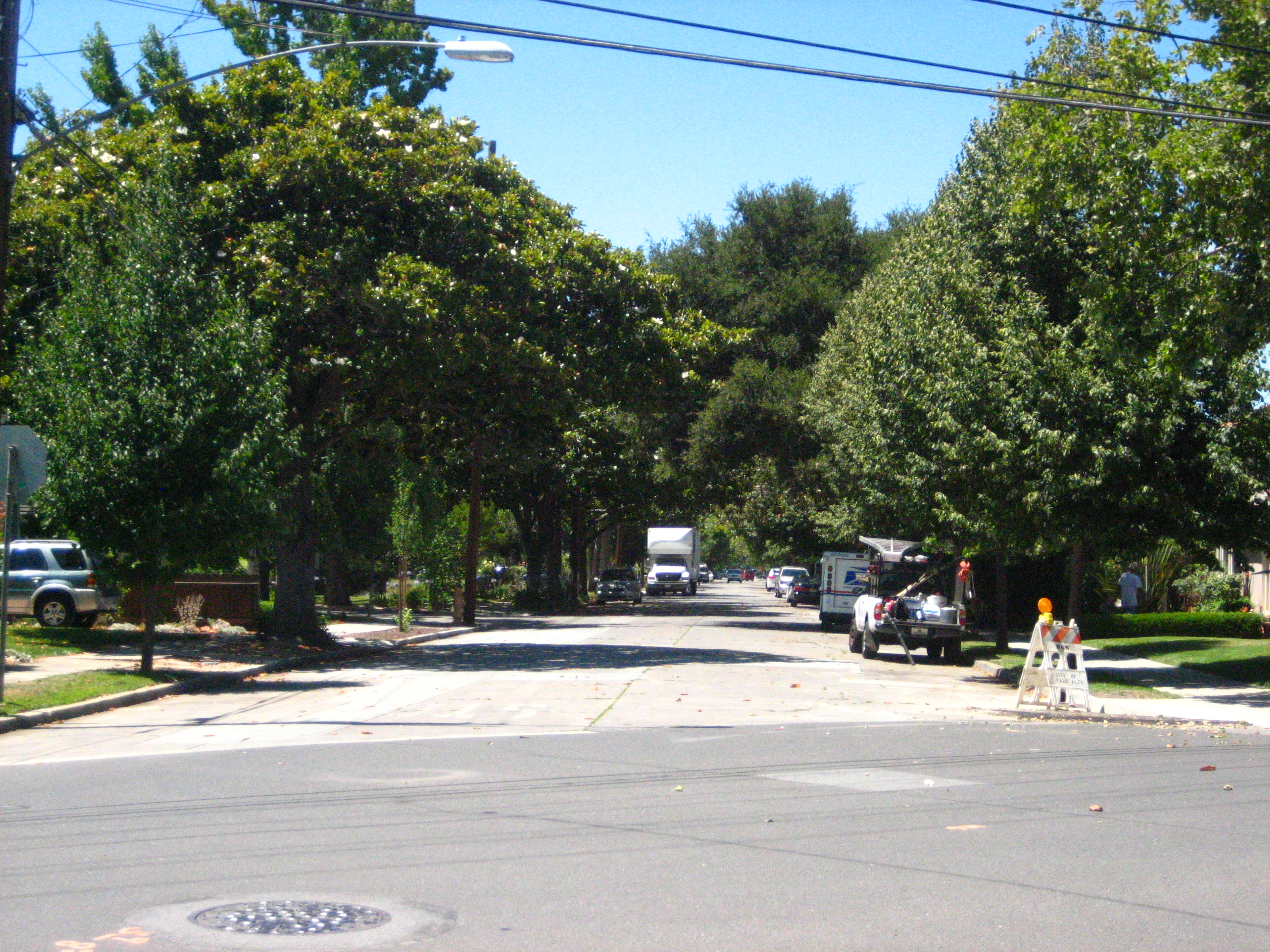
Guinda Street a Palo Alto.

Palo Alto ha una serie di importanti habitat naturali, tra cui estuari, ripariali e boschi di querce. Molti di questi habitat sono visibili nel parco Foothill Park, di proprietà della città. Charleston Slough contiene un'importante palude e zona litorale, offrendo aree di alimentazione per vari uccelli dell'ordine dei charadriiformes e altri animali selvatici di estuario.
Palo Alto si trova nella parte sud-orientale della penisola di San Francisco. Confina a nord con East Palo Alto, a est con Mountain View, a sud-est e sud con Los Altos e Los Altos Hills, a sud-ovest con Portola Valley e ad ovest con Stanford e Menlo Park.
Secondo lo United States Census Bureau, la città ha un'area totale di 66,4 km² (25,6 mi²), 61,3 km² (23,7 mi²) composti da terra e il 5,1 km² (il 7,6%) coperto da acqua. L'altitudine è 56 piedi (17 m) sopra il livello del mare, ma i confini della città raggiungono anche le colline della penisola.
La città si trova lungo la faglia di Sant'Andrea.

### Clima
Tipico della San Francisco Bay Area, Palo Alto ha un clima mediterraneo con freddi, umidi inverni ed estati calde e asciutte. Nel mese di gennaio, le temperature medie variano da 38,5 °F (3,6 °C) a 57,4 °F (14,1 °C). Nel mese di luglio, le temperature medie variano da 54,9 °F (12,7 °C) a 78,4 °F (25,8 °C). La massima temperatura di 107 °F (41,7 °C) è stata registrata il 15 giugno 1961, e la più bassa di 15 °F (−9,4 °C), il 17 novembre 2003. La temperatura raggiunge i 90 °F (32 °C) o più in media 9,9 giorni all'anno. Le temperature scendono a 32 °F (0,0 °C) o meno in media 16,1 giorni all'anno.
A causa delle montagne di Santa Cruz a ovest a Palo Alto c'è un'ombra pluviometrica, con conseguente precipitazione media annua di soli 15,32 pollici (389 mm). Precipitazioni misurabili si verificano in media 57 giorni all'anno. L'anno più piovoso è stato il 1983 con 32,51 pollici (826 mm) e l'anno più secco era il 1976 con 7,34 pollici (186 mm). Le maggiori precipitazioni in un mese di 12,43 pollici (316 mm) sono state rilevate nel febbraio 1998 e la maggior parte delle precipitazioni in un solo giorno di 3,75 pollici (95 mm), il 3 febbraio 1998. Nevicate misurabili sono rare a Palo Alto, ma sono caduti 1,5 pollici (38 mm) il 21 gennaio 1962.

## Storia
I primi documenti scritti della storia di Palo Alto risalgono al 1769, quando la spedizione di Gaspar de Portolá scoprì un insediamento di nativi americani Ohlone.
Nella zona sono presenti tumuli di quel popolo. La spedizione era composta da 63 uomini e da circa 200 cavalli che da San Diego doveva giungere a Monterey tra il 7 e l'11 novembre 1769. Il gruppo erroneamente andò oltre e raggiunse invece la baia di San Francisco. Pensando che la baia fosse troppo larga per essere attraversata, decisero di aggirarla vicino a El Palo Alto.
Una targa è stata posta tra Middlefield Road ed Embarcadero Road per commemorare questa zona.

### El Palo Alto

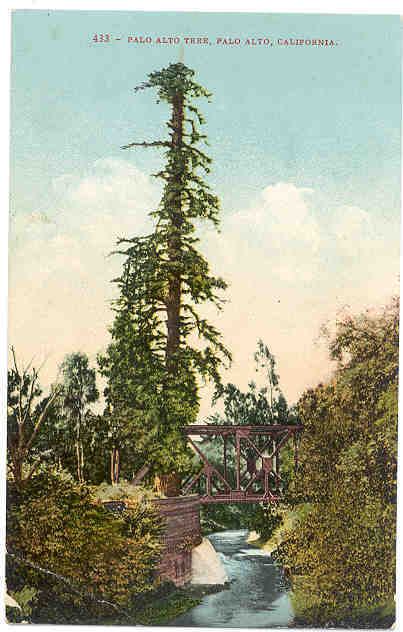
El Palo Alto nel 1910. La pianta era in cattive condizioni anche a causa della fuliggine dei treni a carbone.

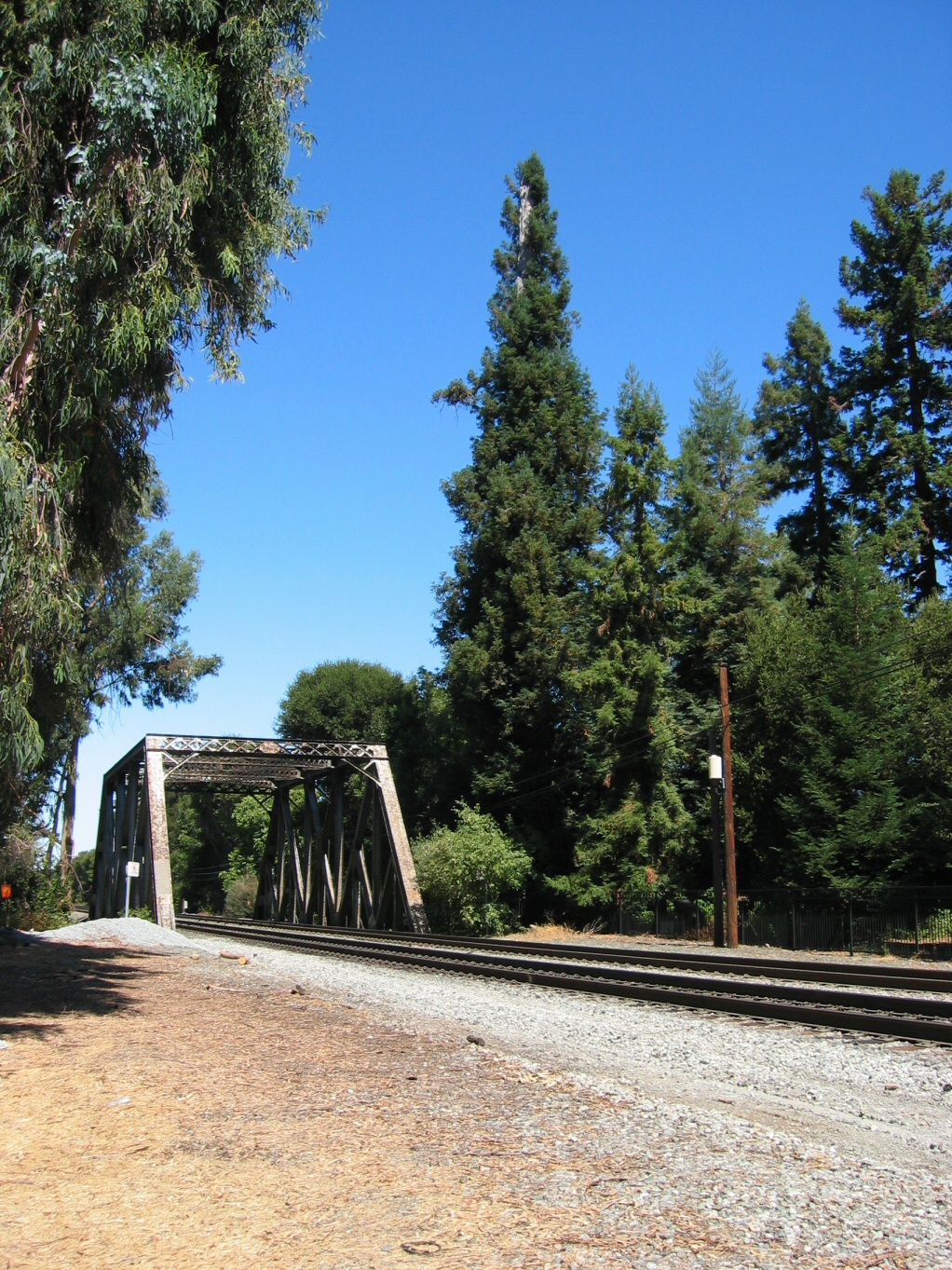
El Palo Alto nel 2004, quando aveva 1064 anni.

La città prende il nome da un alto albero di sequoia, El Palo Alto, sulle rive del torrente San Francisquito Creek lungo il confine con la cittadina di Menlo Park. L'albero si trova ancora nell'El Palo Alto Park, accanto al ponte della ferrovia Caltrain e al ponte pedonale (realizzato intorno al 1988) sulla Alma Street (strada che da Palo Alto prosegue oltre il torrente nella contigua Menlo Park). La pianta, come documentano fotografie del 1875, aveva due tronchi ma uno venne distrutto durante una tempesta verso la fine del XIX secolo (1886).
La sequoia è presente negli stemmi di Palo Alto e della Stanford University.

### Ranchos
La terra dove ora sorge la città era sede di numerosi ranchos (parola spagnola da cui l'inglese ranch), appezzamenti di terra concessi prima dalla Spagna e dopo l'indipendenza dal Messico per incoraggiare l'allevamento di bestiame e ovini e l'industria.
Rancho Corte de Madera
Verso il 1827 Rafael Soto, decimogenito e figlio maschio del colono Ygnacio (o Ignacio) Soto (che aveva partecipato alla storica spedizione di Juan Bautista de Anza) e di María Bárbara Espinosa venne a stare con Maximo Martínez nel suo Rancho Corte de Madera per sette anni. Situato a sud del torrente San Francisquito Creek, ad ovest dell'odierna I-280 (Interstate 280 della California), il Rancho Corte de Madera copriva la maggior parte della Portola Valley fino alla strada Skyline Boulevard, estendendosi verso sud fino al Foothill College, circa, con una estensione di 13 316 acri (53,89 km²). Nel 1835, Rafael Soto e la famiglia si stabilirono nei pressi del San Francisquito Creek vicino a Newell Road e Middlefield Road, vendendo merci ai viaggiatori.
Rafael Soto morì nel 1839; a sua moglie, Maria Antonia Mesa, fu dato in concessione il Rancho Rinconada del Arroyo de San Francisquito nel 1841.
Rancho Cañada de Raymundo
La loro figlia María Luisa Soto sposò nel 1839 John Coppinger, a cui fu dato in concessione il Rancho Cañada de Raymundo. Il Rancho Cañada de Raymundo era a ovest del San Francisquito Creek, e cominciava dal torrente Alambique Creek, al confine nord del Rancho Corte de Madera e si estendeva a nord, includendo l'odierna città di Woodside, con un'area di 12 545 acri (50,77 km²). Il Bear Gulch Creek (Bear Creek) scorreva sulla sua terra nella Portola Valley. Il rancho confinava anche con la concessione di Buelna (vedi più avanti) vicino allo Skyline Boulevard e al torrente Matadero Creek.
Alla morte di Coppinger, Maria lo ereditò e poi sposò un capitano di mare, John Lucas Greer (1808–1885). Greer possedeva una casa nella proprietà dove ora è il Town and Country Shopping Center, all'incrocio tra Embarcadero Road ed El Camino Real. Da lui hanno preso il nome Greer Road e Court e il Greer Park.
Rancho San Francisquito
A ovest della proprietà di Rafael Soto, vicino a El Camino Real e a sud ovest del torrente San Francisquito Creek, c'era il Rancho San Francisquito concesso il 1º maggio 1839, ad Antonio Buelna (Antonio Jose Buelna, 1790–1846) e alla moglie Maria Concepción Valencia (nata nel 1798). La sua superficie era di 1 471 acri (5,95 km²).
Rancho Rincon de San Francisquito
A sud della proprietà dei Soto, i fratelli Secundino e Teodoro Robles nel 1849 acquistarono il Rancho Rincon de San Francisquito da José Peña, che lo aveva avuto in concessione nel 1841.
La concessione si estendeva lungo il torrente Matadero Creek fino alle colline e includeva la parte sud dell'attuale Palo Alto e la parte sud del campus della Stanford University, con una estensione di 8 418 acri (34 km²). Il rancho fu ridimensionato dal tribunale nel 1863 a 6,981 acri (28 250 m²).
Si narra che la loro grande hacienda fu costruita sulla modesta abitazione che era stata di José Peña vicino a Ferne Avenue oltre San Antonio Road, a metà strada tra Middlefield Road e Alma Street. Ospitava feste e corride; cadde in rovina a causa del terremoto del 1906 e il suo legname fu usato per costruire un grande fienile nelle vicinanze, che rimase in piedi fino agli anni 1950. Nel 1853, vendettero 250 acri (1 km²), che comprendeva l'attuale Barron Park, Matadero Creek e Stanford Business Park, a Elisha Oscar Crosby e dal nome della sua fattoria deriva quello del comune di Mayfield.
Nel 1880 Secundino Robles, padre di 29 figli, viveva ancora nei pressi degli attuali Sears store.
Molti dei nomi spagnoli nella zona di Palo Alto sono legati alla storia della città: Pena Court, Miranda Avenue, strada poi ampliata nella Foothill Expressway, era il nome da sposata di Juana Briones (1802-1889) e il nome si ritrova nei cortili e in strade da Palo Alto a Mountain View dove possedeva vaste aree tra la Stanford University, la Grant Road in Mountain View e ad ovest di El Camino. Rinconada (dallo spagnolo rincon, angolo, ansa di un corso d'acqua) era un nome messicano comunemente dato alle concessioni di terre.

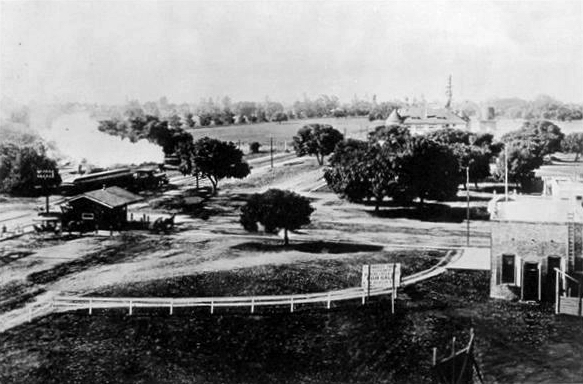
La University Avenue vicino a Circle Dr. con il treno che corre fumante verso El Palo Alto (1864).

### Mayfield
Il comune di Mayfield fu costituito nel 1855, in quello che ora è il sud di Palo Alto. Leland Stanford iniziò acquistando terreni nella zona nel 1876 per un allevamento di cavalli, area che divenne un'università nel 1891, dedicata al figlio morto di tifo all'età di 15 anni nel 1884 a Firenze.
Nel 1886, Stanford giunse a Mayfield, interessato a fondare lì la sua università. Aveva creato una stazione ferroviaria nei pressi della sua scuola in una strada nel centro di Mayfield, Lincoln Street (ora denominata South California Avenue). Tuttavia, egli poneva una condizione: lo smodato uso dell'alcol doveva essere bandito nella città. Nota per i suoi 13 chiassosi saloon, la comunità di Mayfield respinse le sue richieste.
Questo portò Stanford alla decisione di fondare, nel 1894, Palo Alto, città dove era vietato l'uso smodato di alcol (temperance town), con l'aiuto del suo amico Timothy Hopkins della Southern Pacific Railroad che acquistò 740 acri (3,0 km²) di terreno nel 1887 per il sito della nuova città. Il terreno di Hopkins (Hopkins Tract), delimitato da El Camino Real, San Francisquito Creek, Boyce Avenue, Channing Avenue, Melville Avenue, Hopkins Avenue ed Embarcadero Road, è stato proclamato local Heritage District durante il centenario di Palo Alto nel 1994. Stanford costituì la sua università, la Stanford University, e una stazione ferroviaria (nella University Avenue) per la sua nuova città. Con il contributo di Stanford, i saloon diminuirono e Palo Alto divenne grande come Mayfield.

### Palo Alto
Il 2 luglio 1925, gli elettori di Palo Alto approvarono l'annessione di Mayfield e le due comunità furono ufficialmente unificate il 6 luglio 1925. Queste vicende spiegano perché Palo Alto ha due centri storici: uno lungo University Avenue e uno lungo California Avenue.
Il Mayfield News scrisse il necrologio della città di Mayfield quattro giorni più tardi:
Abbiamo visto Mayfield crescere da piccolo borgo, quando Palo Alto non era altro che un campo da fieno, rispetto alle sue attuali dimensioni … ed è con un sentimento di dolore che contempliamo il fatto che ci sono quelli che vorrebbero vendere o dare via la città.»
Molti dei primi membri delle facoltà della Stanford University si stabilirono nel quartiere di Palo Alto che oggi si chiama Professorville. Il quartiere, ora registrato tra i National Historic district, è delimitato da Kingsley Avenue, Lincoln Avenue, Addison Avenue e l'incrocio di Ramona Street, Bryant Street e Waverley Street. Il quartiere comprende un gran numero di residenze ben conservate, risalenti agli anni 1890, compresi gli edifici all'833 e al 450 di Kingsley e al 345 di Lincoln. Al 1044 di Bryant Street era la casa di Russell H. Varian, inventore assieme al fratello Sigurd del tubo a vuoto Klystron.

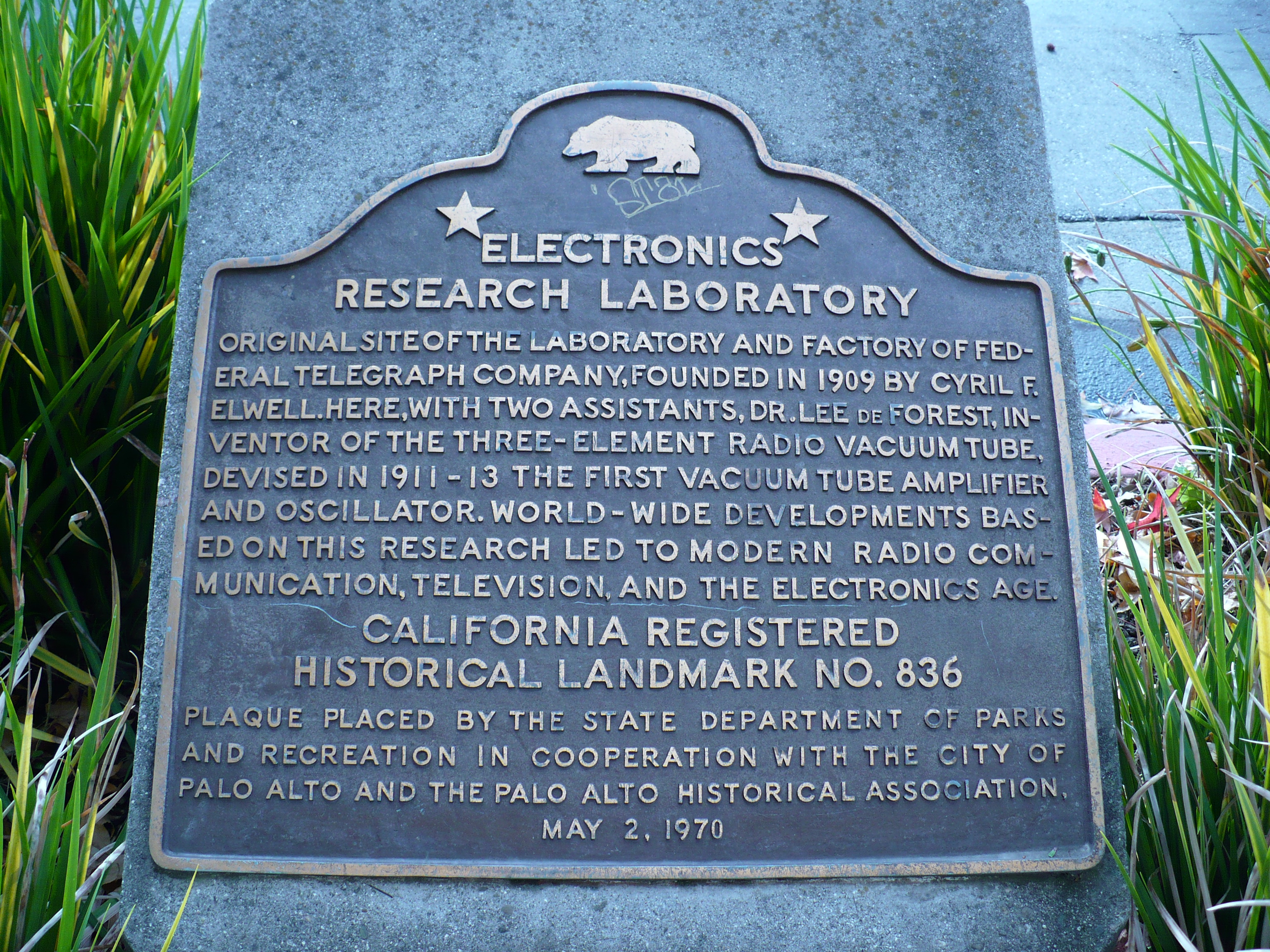
Targa in ricordo di Lee de Forest, scopritore della valvola termoionica (California Historical Landmark No. 836).

Il sito del Federal Telegraph laboratory, situato al 218 di Channing Avenue, è un California Historical Landmark che riconosce in quel luogo l'invenzione della valvola termoionica del 1911 ad opera di Lee De Forest.
Il garage dove è nata la Hewlett-Packard è situato al 367 di Addison Avenue (non è aperto al pubblico). La Hewlett-Packard ha recentemente risistemato casa e garage.
Un secondo historic district, il Ramona Street Architectural District, si trova in centro tra la University Avenue e l'Hamilton Avenue.

## Monumenti e luoghi d'interesse

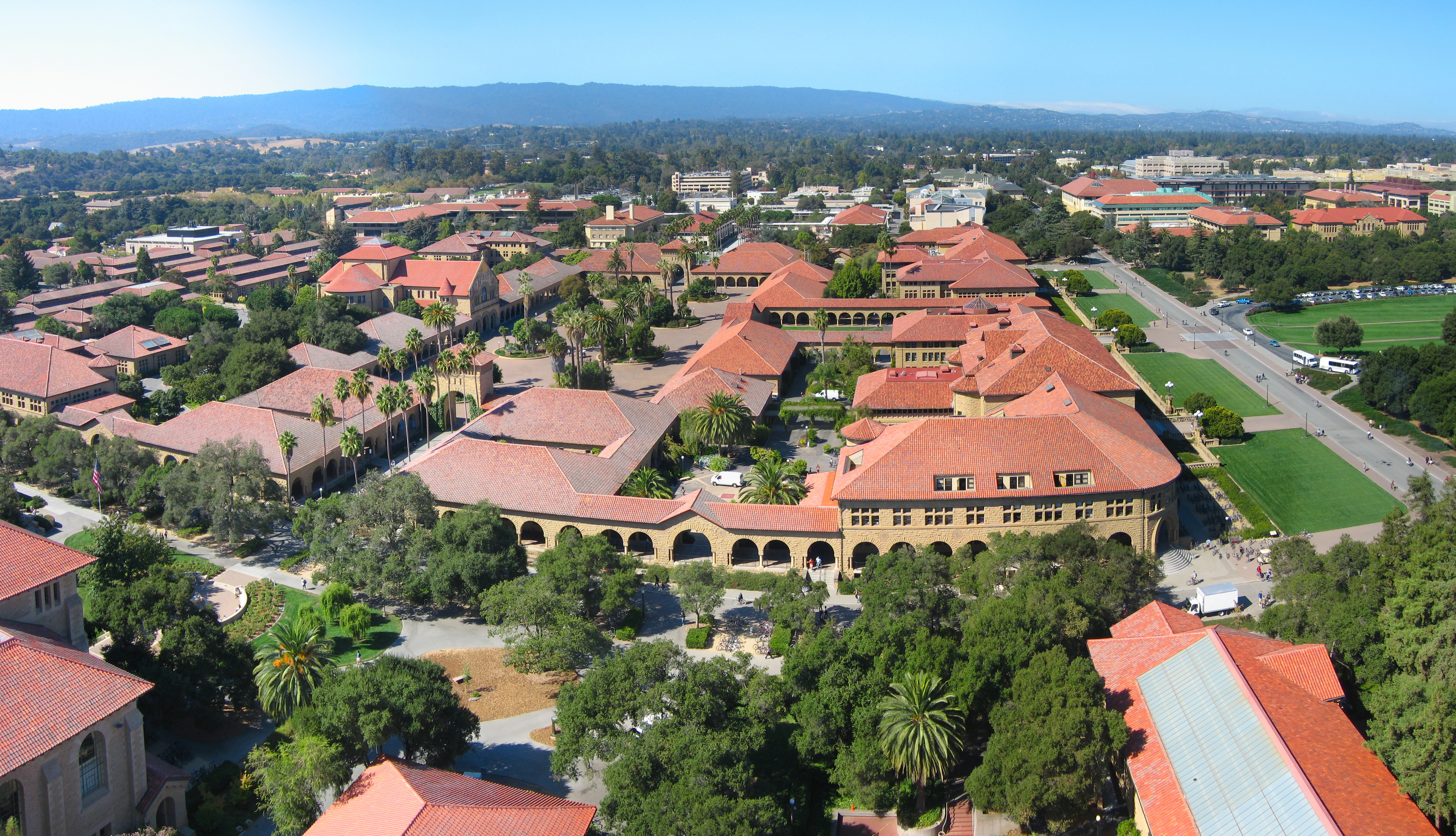
Veduta aerea della Stanford University.

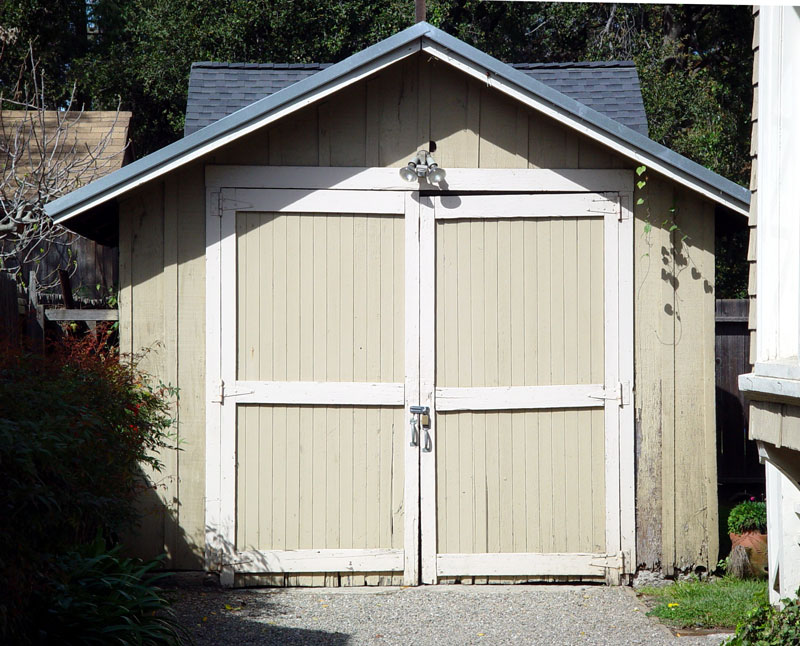
Il garage di Packard.

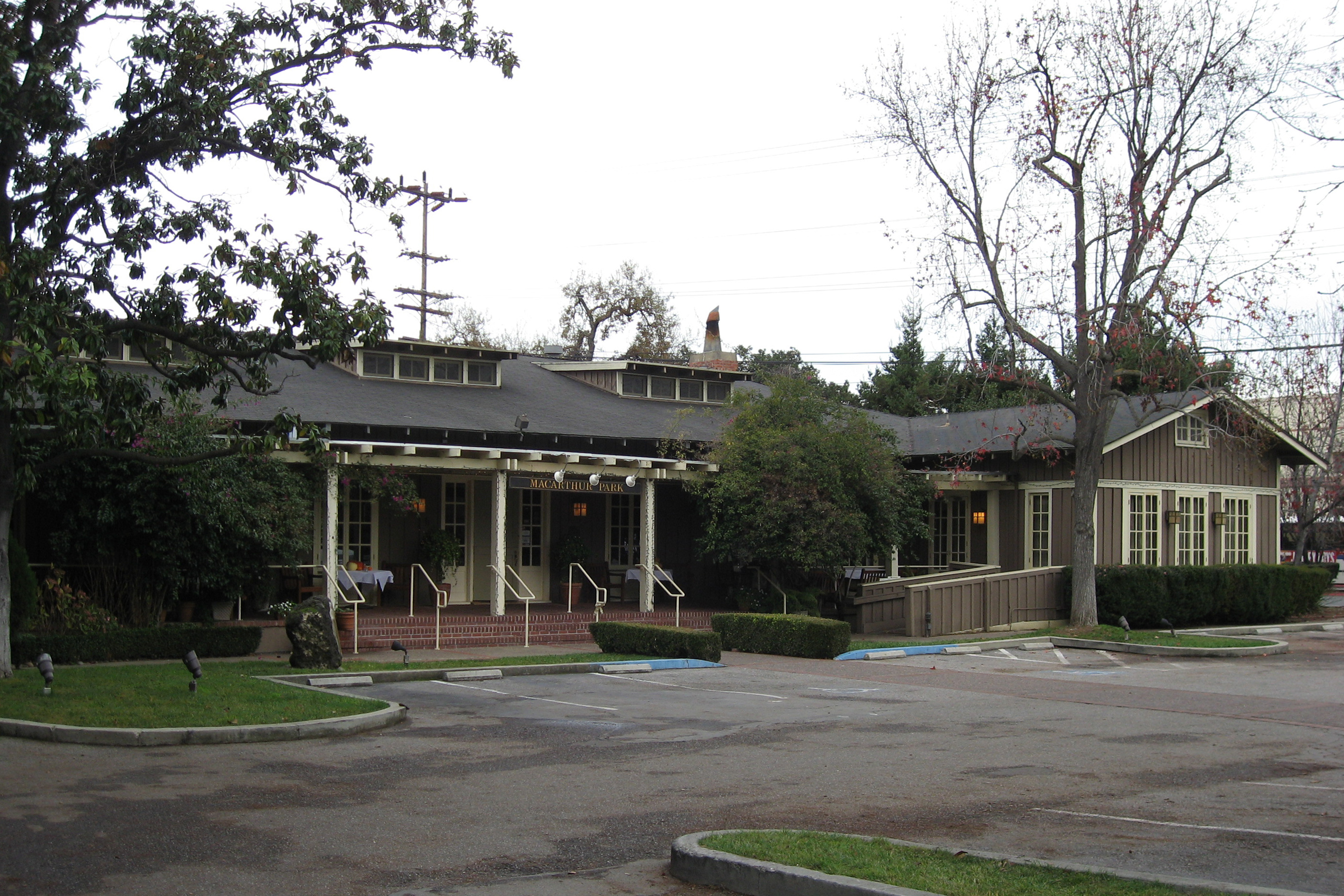
Palo Alto Community House.

- Arastradero Preserve, area naturale protetta al numero 1530 di Arastradero Road.
- Arizona Cactus Garden, orto botanico situato nel campus della Stanford University.
- Riserva naturale delle Baylands (Baylands Nature Preserve), palude e area naturale protetta nella Baia di San Francisco. È un luogo adatto al birdwatching e si trova sulla Pacific Flyway, il percorso degli uccelli migratori che si estende dall'Alaska alla Patagonia.[32][33]
- Cantor Arts Center (nome completo: Iris & B. Gerald Cantor Center for Visual Arts). Museo d'arte situato nel campus della Stanford University.
- Digital DNA, scultura a forma di uovo, realizzata in acciaio e schede elettroniche riciclate, situata in Lytton Plaza
- Giardino Gamble Elizabeth[34]
- L'ex Community House in MacArthur Park all'intersezione tra El Camino Real e la University Avenue, progettata dalla architetta Julia Morgan per la World YWCA ma prima utilizzata come un centro sociale a Camp Fremont, Menlo Park durante la prima guerra mondiale, ora è un ristorante
- Institute of Transpersonal Psychology
- Lou Henry Hoover Girl Scout House[35]
- Matadero Creek
- Mental Research Institute (MRI)
- Il garage di David Packard
- Il garage di Steve Jobs
- Palo Alto Art Center
- Palo Alto Airport (Palo Alto Airport of Santa Clara County), nel sud della baia di San Francisco, è circondato da numerose scuole di volo, ed è in una posizione comoda per imparare a volare.
- Palo Alto Foothills Park
- Palo Alto University
- Stanford Shopping Center
- Stanford University
- Stanford University Arboretum
- University Avenue (centro di Palo Alto)
- Palo Alto Varsity Theater
- Papaìua New Guinea Sculpture Garden at Stanford[36]
- Stanford Terrace Inn[37], già Tiki Inn Motel[38]
- Stanford Theatre
- St. Thomas Aquinas Church

## Società

### Evoluzione demografica
Secondo il censimento del 2010, le persone erano 64 403, 26 493 i nuclei familiari e 14 950 le famiglie residenti nella città. La densità della popolazione era di 1 009,1/km² (2 613,3/km²). Le unità abitative erano 28.216 con una densità media di 1 170,3/mi² (455,9/km²). La composizione etnica della città era: 64,2% bianchi, 1,9% afroamericani, 0,2% nativi americani, 27,1% asiatici, 0,2% delle isole del Pacifico, 2,2% di altre etnie e 4,2% di due o più etnie. Ispanici o latini di ogni etnia erano il 6,2% della popolazione.
Le famiglie erano 65 493, di cui il 27,2% aveva figli residenti di età inferiore ai 18 anni, il 48,5% erano coppie sposate conviventi, il 7,0% era composto da donne con marito assente e il 42,1% non erano famiglie. Il 32,6% di tutte le famiglie erano costituite da singoli individui e il 10,8% da singoli di 65 anni o più di età. La dimensione media del nucleo familiare era di 2,30 persone e la dimensione della famiglia media era di 2,95. La distribuzione della popolazione per età era: il 21,2% inferiore ai 18 anni, il 4,9% dai 18 ai 24, il 32,4% fra i 25 e i 44, il 25,9% dai 45 ai 64 e il 15,6% dai 65 anni in su. L'età media era di 40 anni. Il rapporto in base al sesso era: 100 donne/95,8 uomini. Per ogni 100 donne dai 18 anni in su: 93,6 uomini.
Secondo una stima del 2007, il reddito medio per una famiglia nella città era di 119 046 dollari e il reddito medio per una famiglia era di 153 197 dollari. Gli uomini avevano un reddito medio di 91 051 dollari mentre per le donne era di 60 202 dollari. Il reddito pro capite nella città era 56 257 dollari. Circa il 3,2% delle famiglie e il 4,8% della popolazione era sotto la soglia di povertà, di cui il 4,0% sotto i 18 anni e il 5,0% con 65 anni o più. La differenza tra il reddito per nucleo familiare e il reddito per famiglia può essere spiegata con il fatto che alcune zone di Palo Alto sono popolati da studenti laureati presso la Stanford University che non vivono nel campus di Stanford.

## Abitazioni
Palo Alto, a nord della Oregon Expressway, è piena di vecchie case, in stile Craftsman e California Colonials, alcune delle quali risalgono al 1890 ma la maggior parte sono state costruite nei primi quattro decenni del XX secolo. A sud della Oregon Expressway, le case, tra cui molte progettate da Joseph Eichler o nello stile di Eichler, sono state costruite nella maggior parte nei primi 20 anni dopo la seconda Guerra Mondiale.
Anche se la città contiene case che ora costano da 800 000 dollari a ben oltre 40 milioni di dollari, gran parte del patrimonio immobiliare di Palo Alto è nello stile dei sobborghi della California della metà del secolo scorso, abitato dalle classi medie. Vi sono scuole pubbliche molte apprezzate (Palo Alto High School e Gunn High School), un'alta qualità di vita e un vivace centro cittadino.
Il prezzo medio di vendita delle case di Palo Alto era di più di 1,3 milioni di dollari nel 2006 e di 1,363 milioni di dollari nel luglio 2009.
A partire dal 2007, Palo Alto si classifica quinta città degli Stati Uniti per costo delle abitazioni, con un prezzo di vendita medio di 1 677 000 dollari per casa.
Palo Alto è per vari aspetti la città universitaria più costosa negli Stati Uniti; questo comporta che la maggior parte degli studenti della Stanford University vive nel campus.

## Economia
Palo Alto è il centro economico della Silicon Valley ed è sede di più di 7 000 imprese che occupano più di 98 000 persone.
Molte aziende tecnologiche importanti risiedono nello Stanford Research Park in Page Mill Road, mentre la vicina Sand Hill Road nella contigua città di Menlo Park è un centro notevole di venture capitalist.
L'economia della città in genere segue l'andamento economico del resto della Silicon Valley. Società e istituti di ricerca noti con sede a Palo Alto sono:
- Motore di ricerca di Amazon.com[49]

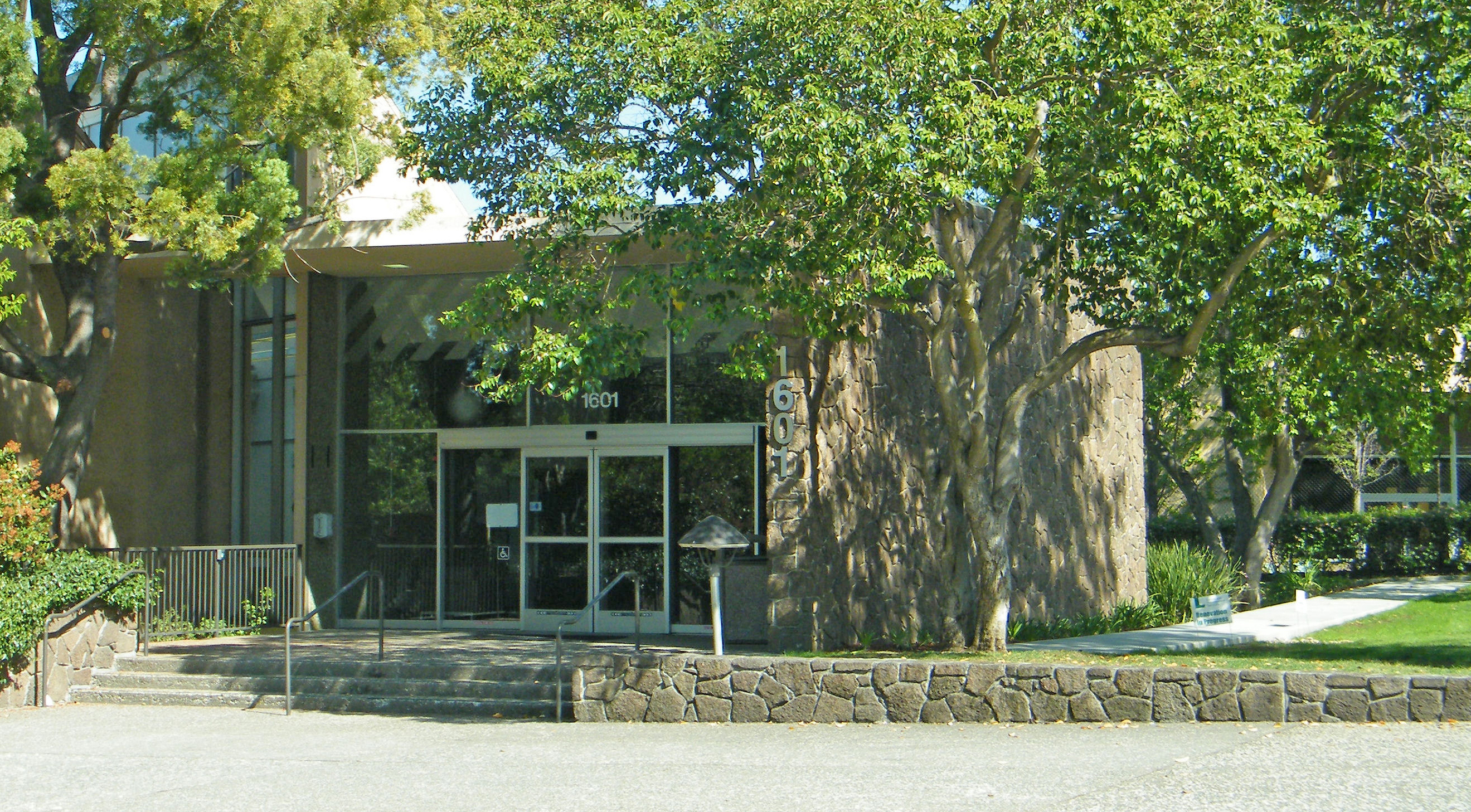
La sede principale di Facebook a Palo Alto.

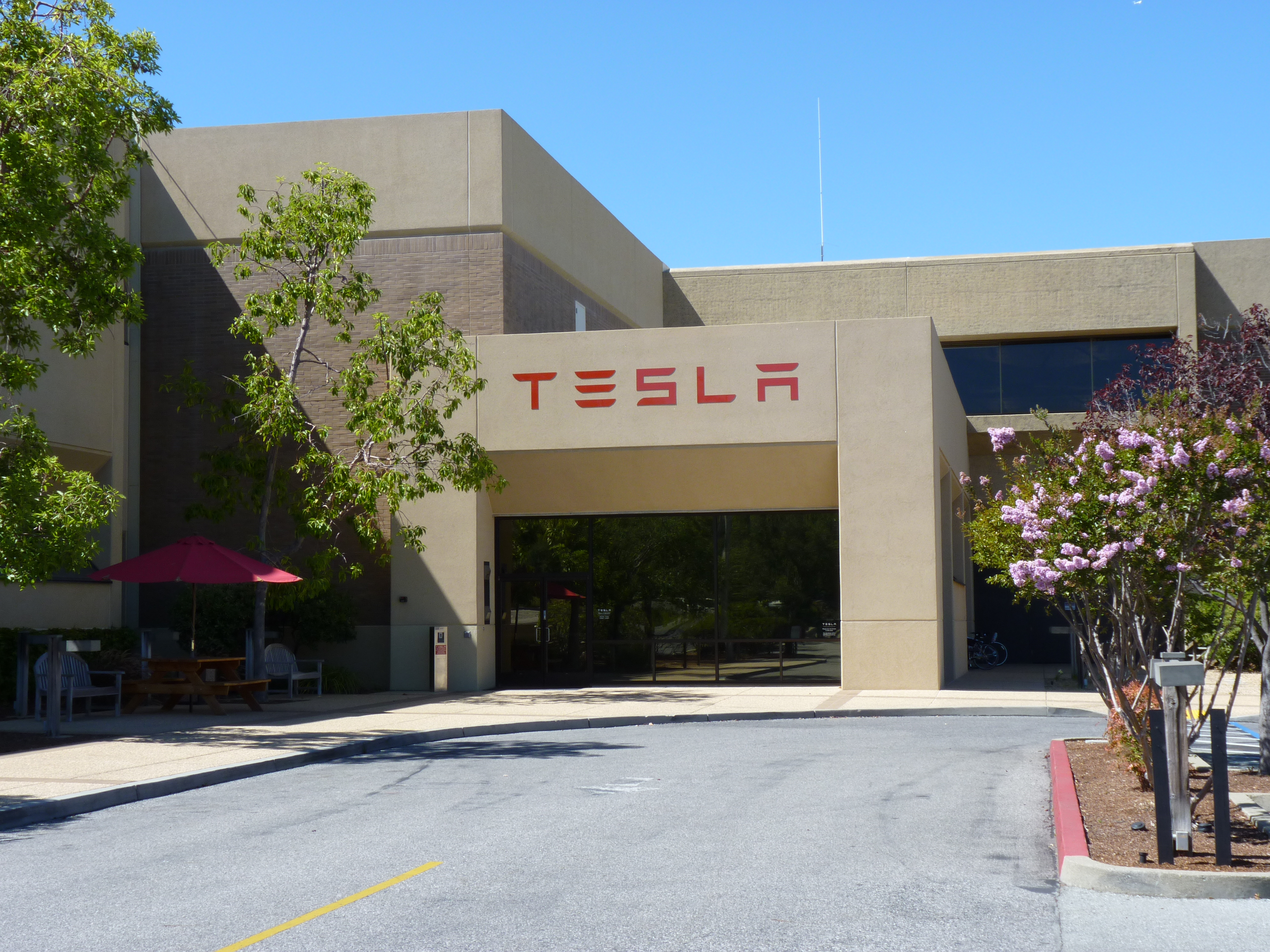
L'ingresso principale alla sede della Tesla Motors a Palo Alto.

- Aricent (telecomunicazioni, ingegneria del software[50]
- Better Place (trasporti)[51]
- CPI International, Communications & Power Industries[52]
- Danger, Inc. (software, sussidiaria di Microsoft)[53]
- Facebook[54]
- Hewlett-Packard
- IDEO, società di consulenza[55]
- Mopay, sistemi di pagamento da telefoni portatili[56]
- Nanosys[57]
- Ning
- PAIX, nata come Palo Alto Internet Exchange; dal 2010 acquistata da Equinix; si occupa di Internet Exchange Point[58]
- Palantir Technologies (software)[59]
- Palo Alto Medical Foundation (Nonprofit organization si occupa di assistenza ed educazione medica)[60]
- Xerox Palo Alto Research Center (Ricerca e sviluppo)[61]
- Socialtext (software)[62]
- Space Systems/Loral (ingegneria aerospaziale)[63]
- Tapulous[64]
- Tesla Motors
- TIBCO Software Inc.
- Varian Medical Systems[65]
- VMware
- Wilson Sonsini Goodrich & Rosati[66]
- MetricStream[67]

Altre società di rilievo con presenze significative a Palo Alto sono:
- Accenture (ex quartier generale del Nord America. La sede principale ora risiede in Irlanda)[68]
- BMW (Tecnologia)
- CNF Inc.
- Dell
- EPRI[69]
- Genencor[70]
- Groupon
- Lockheed Martin
- Merrill Lynch (l'ufficio più grande al di fuori di New York, NY)
- Nokia Research Center[71]
- Onlive
- Posedge Inc
- Rave Wireless (fondata a Palo Alto)
- SAP AG (American Labs Nord)
- Schering-Plough Biopharma[72]
- Skype[73]
- Suning.com (centro di ricerca e sviluppo)[74]
- The Wall Street Journal

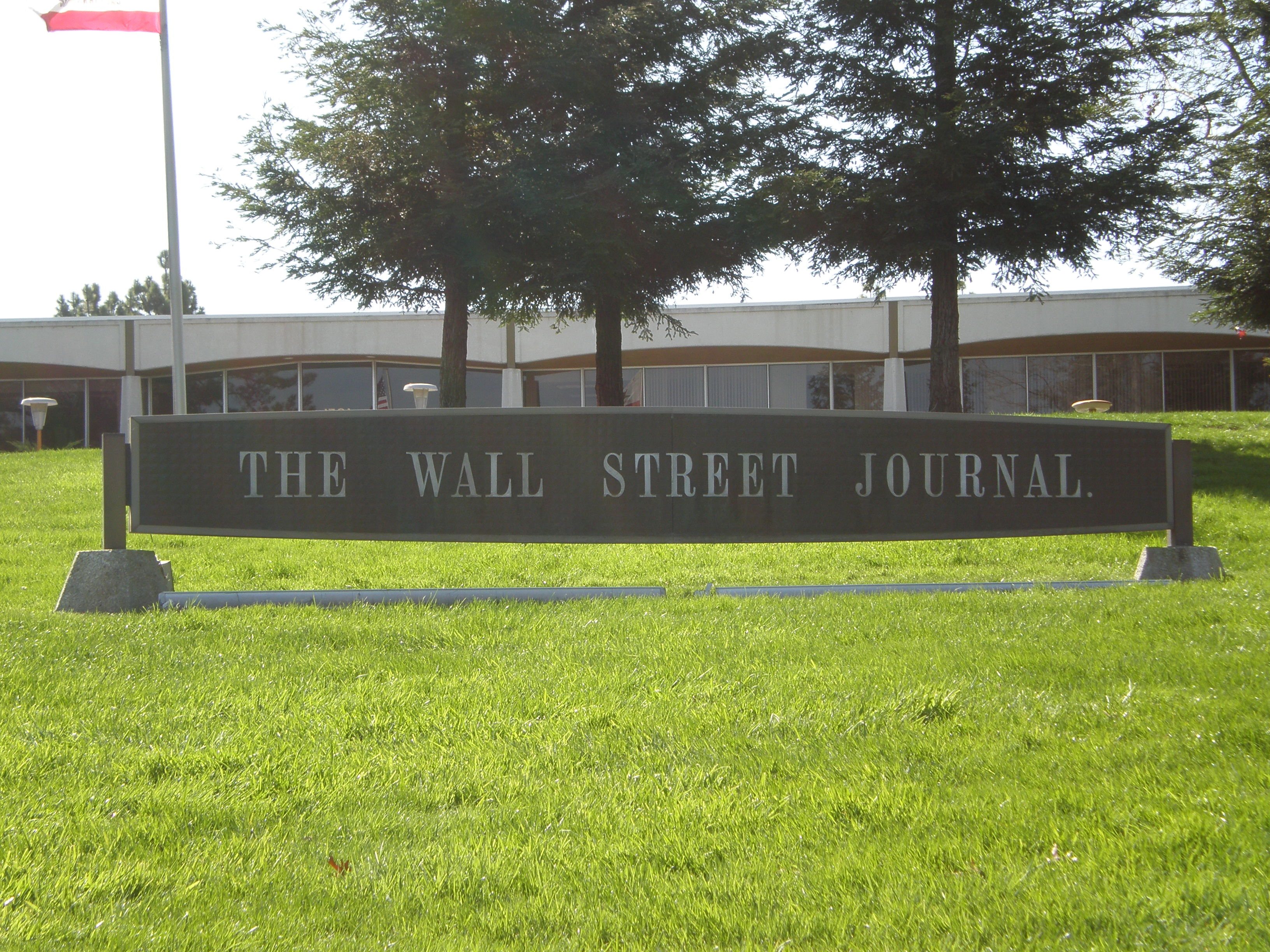
La sede di Palo Alto del Wall Street Journal (2009).

Inoltre, Palo Alto ha dinamici centri di vendita al dettaglio e di ristorazione. Lo Stanford Shopping Center, un centro commerciale alla moda all'aperto realizzato nel 1955 e il centro di Palo Alto (centrato sulla University Avenue) sono popolari luoghi di ristoro e di negozi.
Palo Alto è anche sede del primo livello stradale Apple Store, il primo mini Apple Store, il primo negozio di Whole Foods Market sulla costa occidentale e il primo negozio Victoria's Secret.
È stata anche la sede del primo negozio Mrs. Fields Cookies.

### I più grandi datori di lavoro
Nella relazione finanziaria annuale completa per il 2009 della città, i datori di lavoro più importanti erano:
| #  | Datore di lavoro                               | N. di dipendenti |
| -- | ---------------------------------------------- | ---------------- |
| 1  | Stanford University                            | 9 800            |
| 2  | Stanford University Medical Center/Hospital    | 5 850            |
| 3  | Veteran's Affairs Palo Alto Health Care System | 3 115            |
| 4  | Lucile Packard Children's Hospital             | 3 115            |
| 5  | Hewlett-Packard                                | 2 400            |
| 6  | Palo Alto Medical Foundation                   | 2 400            |
| 7  | Space Systems / Loral                          | 1 700            |
| 8  | Wilson Sonsini Goodrich & Rosati               | 1 200            |
| 9  | Palo Alto Unified School District              | 1 200            |
| 10 | City of Palo Alto                              | 1 100            |

## Servizi pubblici
A differenza delle comunità circostanti, elettricità e gas entro i limiti della città sono forniti dalla città di Palo Alto. Fa eccezione una piccola porzione rurale nella zona collinare limiti della città, ad ovest della Interstate 280 e lungo Page Mill Road, che riceve gas ed elettricità dalla Pacific Gas and Electric Company (PG&E).
Water and Gas Services (WGS) gestisce le reti di distribuzione del gas e dell'acqua entro i limiti della città. Il gas naturale viene acquistato da PG&E o da terze parti e distribuito a Palo Alto tramite la rete di gasdotti della PG&E. La città gestisce i contatori del gas e le condotte di distribuzione. L'acqua proviene dal bacino idrografico e da sorgenti, dal Santa Clara Valley Water District e dall'acquedotto City and County of San Francisco Hetch Hetchy. La città fa parte del Santa Clara Valley Water District, Zona Nord. Le condotte 3 e 4 della rete Hetch Hetchy passano per la città.
La città gestisce la propria rete di distribuzione elettrica e la rete dei cavi di telemetria. Punti di interconnessione collegano la città al sistema di trasporto elettrico della PG&E, portando l'energia da fonti diverse alla città. Questo ha avuto l'effetto positivo di avere evitato alla città i black out programmati a rotazione durante l'estate del 2000 per la carenza di produzione di energia elettrica. Palo Alto è membro della Northern California Power Agency che coordina la produzione dell'energia elettrica di diverse aree tra cui Santa Clara, Redding e il porto di Oakland. Circa lo stesso gruppo di enti che cooperano nella Transmission Agency of Northern California (TANC). TANC trasporta l'energia elettrica da località lontane come la Columbia Britannica tramite la Bonneville Power Administration, interconnessione che opera a livello federale.
Nella comunità di Palo Alto è in corso un dibattito sulla fornitura alla città di connettività con fibra ottica a tutte le abitazioni. È stata proposta una serie di programmi pilota. Una proposta prevede per la città l'installazione di una fibra "spenta" (dark fiber) che dovrebbe essere attivata da un appaltatore. La connettività Internet su linee in fibra ottica non è presente in tutta la città (dato aggiornato alla primavera del 2006). Servizi di solito assegnati a un fornitore di televisione via cavo sono stati venduti a una regolare impresa commerciale. In precedenza il sistema di cablaggio era gestito da una cooperativa chiamata Palo Alto Cable Coop.
L'ex Regional Bell Operating Company a Palo Alto era la Pacific Telephone (The Pacific Telephone & Telegraph Company). L'impresa ora si chiama AT&T (in precedenza il suo nome era SBC Communications Inc. e Pacific Bell). L'ufficio centrale di uno dei primi impianti di commutazione di Palo Alto è il Davenport central office (CO) al 529 di Bryant Street. L'edificio è stato venduto ed è ora la sede del Palo Alto Internet Exchange (PAIX), un Internet Exchange Point. Il precedente edificio CO (central office) è contrassegnato da una targa di bronzo e si trova sul lato nord di Bryant Street tra l'University Avenue e la Hamilton Avenue. Il CO di Bryant Street, conteneva diversi piani di sferraglianti apparecchiature di commutazione Western Electric Step-by-Step (Strowger switch) che storicamente gestivano le chiamate per abitazioni e aziende di Menlo Park, Atherton, East Palo Alto e Palo Alto. L'ufficio Step-by-Step è stato demolito e sostituito da apparecchiature a programma memorizzato controllato in un luogo diverso nel 1980 circa. Le chiamate alla Stanford usavano uno Step-by-Step Western Electric 701 PBX fino a quando l'università acquistò un suo commutatore verso il 1980. Era un vecchio, tradizionale Bell System con segnali di linea 600 Hz + 120 Hz. Il vecchio numero 497-PBX, MDF, e le batterie furono alloggiati in un edificio in acciaio a 333 della Bonair Siding. (L'edificio esiste ancora, ma l'attuale PBX della Stanford è altrove). Dal 1950 al 1980, la maggior parte delle telefonate di Palo Alto, sono state trasferite su un sistema Number Five Crossbar Switching System (o 5XB switch). Entro la metà del 1980, questi sistemi elettromeccanici erano stati dismessi. In regime di monopolio regolamentato della Bell System, le chiamate telefoniche locali a gettoni costavano dieci centesimi fino ai primi anni 1980.
Durante la siccità dei primi anni 1990, Palo Alto impiegò degli agenti di pattuglia delle acque reflue per fare rispettare le norme sul risparmio idrico. La squadra, denominata "Gush Busters" (gush significa zampillo d'acqua), pattugliava le strade della città alla ricerca di tubi dell'acqua in perdita e sistemi di irrigazione mal gestiti. I regolamenti imponevano di vietare ai ristoranti l'irrigazione durante il giorno. L'obiettivo principale delle squadre era quello di insegnare alla gente i modi per risparmiare acqua. I richiami consistevano in amichevoli cartoline promemoria e più formali lettere di diffida. Per contribuire a promuovere il messaggio di risparmio, la squadra usava solo biciclette e ciclomotori.

## Vigili del fuoco e servizi di polizia

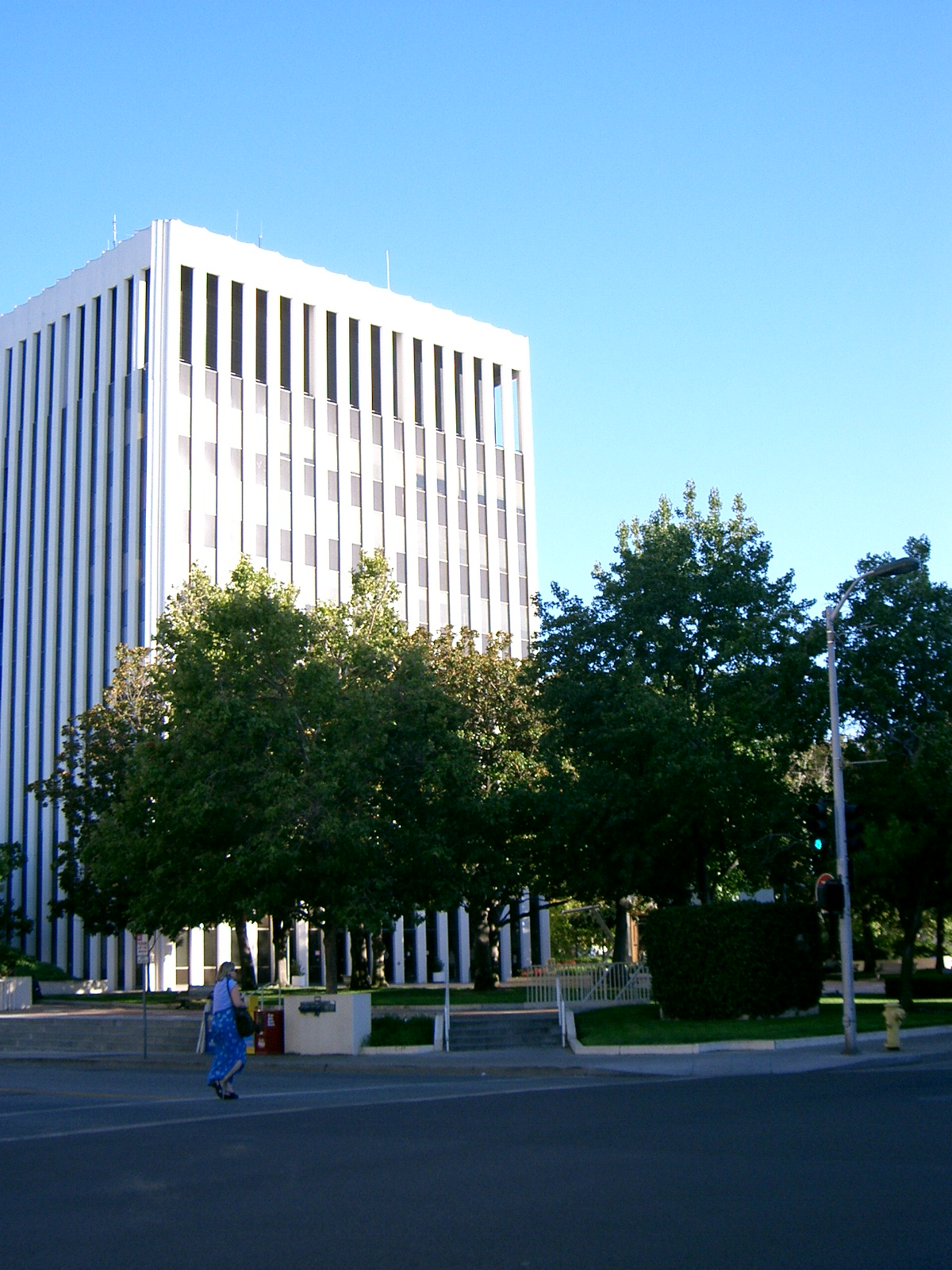
Palo Alto City Hall, nel 2004.

La città è stata tra le prime nella Contea di Santa Clara ad offrire servizi di ambulanza con supporto vitale avanzato (ALS, advanced life support) a livello paramedico (EMT-P, cioè Emergency Medical Techincian a livello P, Paramedic). In precedenza per il servizio paramedico a livello di contea, Palo Alto Fire gestiva due ambulanze condivise con le attività EMS (Emergency medical services) di contea. Il dipartimento dei vigili del fuoco di Palo Alto attualmente è il solo nella Contea di Santa Clara che trasporta abitualmente pazienti. Nelle altre città della contea di Santa Clara è l'American Medical Response che gestisce il numero di emergenza 911 e provvede al trasporto in altre città. Il 911 venne migliorato circa nel 1980 e comprendeva la nuova possibilità di segnalare situazioni di emergenza gratuitamente dai telefoni a moneta.
Palo Alto Fire serve anche il campus della Stanford University. La stazione di polizia era originariamente situata in un edificio di pietra (ancora esistente, al 450 di Bryant Street) segnalato dall'indicazione Police Court. L'edificio è ora un centro per anziani, mentre la sede della polizia si trova nell'edificio a molti piani del City Hall (municipio). Il Dipartimento è composto da poco meno di 100 agenti giurati organizzati in Chief, Captain, Lieutenant, Sergeant, Agent (corporal) e Officer. Lo staff è completato da circa 10 persone di riserva e un gruppo professionale di supporto del Dipartimento di polizia e dell'organizzazione di protezione degli animali.

## Cultura

### Istruzione

#### Biblioteche
La Palo Alto City Library ha cinque sedi distaccate, con un totale di 265 000 documenti nelle sue collezioni. La missione della biblioteca è di rendere disponibili alle persone le risorse della biblioteca, al fine di arricchire la loro vita con la conoscenza, informazione e divertimento. Per i titolari di tessera della biblioteca di Palo Alto, la pagina web principale della biblioteca offre anche collegamenti a database di fonte primaria con collezioni di riviste, quotidiani e articoli di stampa. Palo Alto City Library è anche membro del Northern California Digital Library, che consente ai titolari di carta di navigare e scaricare le risorse digitali messe a disposizione. Le carte della biblioteca sono disponibili liberamente per i residenti di Palo Alto.

#### Scuole pubbliche
Il Palo Alto Unified School District provvede all'istruzione pubblica per la maggior parte di Palo Alto. Secondo il National Center for Education Statistics, Palo Alto ha un rapporto studenti/docenti di 15,4, molto più basso di alcune comunità circostanti.
La Juana Briones Elementary ha un rapporto studenti/docenti di 13,2. Il consiglio di istituto si riunisce alle 7 di sera il 2º e il 4º martedì del mese, le riunioni sono aperte al pubblico e trasmesse in diretta su Cable Services Channel 28 di Palo Alto.
Gli studenti di Palo Alto possono frequentare una delle due scuole superiori, la Gunn High School e la Palo Alto High School. Ci sono anche tre scuole medie: la J.L.S., la Jordan e la Terman.
Il Los Altos School District e il Mountain View-Los Altos Union High School District forniscono l'istruzione pubblica per il quartiere Monroe oltre El Camino Real a sud dell'Adobe Creek.

#### Scuole private
- Bowman International School - Scuola K-8[86] fondata nel 1995 in cui si privilegia lo studio di culture diverse.
- Castilleja School - Scuola femminile per i gradi 6-12.
- Challenge Summer School - Morrissey/Compton - Challenge è un programma estivo di cinque settimane per gli studenti delle classi elementari con lieve o moderata disabilità nell'apprendimento o nel linguaggio. Il programma si concentra sul mantenimento delle competenze scolastiche, istruzione in nuove strategie per riuscire a scuola, e il continuo sviluppo di autostima.
- Challenger School - Scuola K-8
- Gideon Hausner Jewish Day School – scuola K-8 ebraica; il nome della scuola in passato era Mid-Peninsula Jewish Community Day School (MPJCDS).[87]
- International School of the Peninsula – Scuola bilingue dall'asilo al grado 8, con due campus di Palo Alto. Offre programmi in cinese-inglese e francese-inglese, e una scuola media internazionale. Fondata nel 1979.[88]
- Kehillah Jewish High School - una nuova scuola superiore con studi laici ed ebraici.
- Keys School – Scuola dove si applica la coeducazione, fino al grado K-8.
- Kitty Petty Institute - asilo per bambini disabili
- Palo Alto Montessori School - organismo accreditato per l'età prescolare, che educa bambini di 2-5 anni dal 1977.[89]
- Pinewood School - situato sulla Fremont Road a Los Altos Hills, la maggior parte degli studenti provengono dall'area Los Altos Hills / Los Altos.
- St. Elizabeth Seton Extended – è una scuola cattolica.
- Palo Alto Chinese School - è la più antica scuola cinese nella Bay Area.
- Stratford School – scuola fino al grado K-5.[90]

### Media
Il Palo Alto Daily Post si pubblica sei giorni alla settimana. Il Palo Alto Daily News, una sezione del San Jose Mercury News, si pubblica 5 giorni alla settimana. Il Palo Alto Weekly è pubblicato il venerdì. Il Palo Alto Times è un quotidiano che si occupa di Palo Alto e delle città limitrofe a partire dal 1894. Nel 1979 è diventato Peninsula Times Tribune. Il giornale cessò le pubblicazioni nel 1993.
KDOW 1220 AM ha iniziato le trasmissioni nel 1949 come KIBE, ma in seguito prese il nome di KDFC-FM, con trasmissioni di musica classica in "simultaneous broadcast". Come KDOW trasmette notizie economiche. Il trasmettitore è a est di Palo Alto vicino all'ingresso da occidentale del ponte Dumbarton Bridge, con una potenza di 5 000 watt di giorno e 145 watt di notte.
Il Midpeninsula Community Media Center offre accesso TV via cavo ai canali 26, 27, 28, 29, e 30.
Tra gli altri media, il Palo Alto Institute gestisce un unico film festival, il Palo Alto International Film Festival, che si concentra sui modi in cui le nuove tecnologie influenzano e sono influenzate dalla rivoluzione artistica nei media.

## Infrastrutture e trasporti

### Strade
Palo Alto è servita da due importanti autostrade: l'autostrada 101 e l'Interstate 280 ed è attraversata da nord a sud dalla strada principale della penisola, El Camino Real (SR 82).
A nord la città è servita anche indirettamente dalla Strada Statale 84 che attraversa il ponte Dumbarton Bridge. Nessuna delle autostrade sul lato del ponte verso la penisola sono stati aggiornati allo status di freeway a causa dell'opposizione dei residenti di Palo Alto, Atherton e Menlo Park. Gli oppositori alle freeway temono che l'aggiornamento della Highway 84 incoraggerebbe più persone a vivere in Alameda County (dove le abitazioni sono più convenienti) e di andare ai posti di lavoro nella zona mediana della penisola, aumentando così il traffico nei loro quartieri a sud del ponte. Inoltre, Palo Alto ha solo un'arteria principale che attraversa la città, Page Mill Road / Oregon Expressway, che collega le due autostrade.
Non ci sono parchimetri a Palo Alto e tutti i parcheggi comunali e le strutture di parcheggio a più livelli sono liberi (limitati a due o tre ore ogni giorno della settimana dalle 8:00 alle 17:00). Il centro di Palo Alto ha recentemente aggiunto molti nuovi parcheggi per compensare il forte aumento di veicoli.

### Aeroporti
Palo Alto è servita dal Palo Alto Airport (Codice aeroportuale IATA: PAO), uno dei più trafficati aeroporti di aviazione generale del paese. È utilizzato da molti pendolari che fanno la spola ogni giorno (solitamente con aeromobili monomotore privati) dalle loro case nella Central Valley ai luoghi di lavoro nella zona di Palo Alto.

### Ferrovie
La città è servita dal servizio ferroviario suburbano Caltrain, che collega San Francisco e San Jose e si estende poi fino a Gilroy. Il Caltrain ha due fermate regolari in Palo Alto, uno alla University Avenue (treni locali ed espressi) e l'altro presso la California Avenue (solo locali). Una terza, la stazione di Stanford che si trova accanto alla Alma Street, Embarcadero Road, viene utilizzato per fornire servizi speciali per eventi sportivi occasionali (in genere football americano) allo Stanford Stadium. La fermata University Avenue è la seconda più popolare (dopo la San Francisco 4th and King Street Station) sulla intera linea Caltrain.

### Autobus
La Santa Clara Valley Transportation Authority (VTA) fornisce il servizio di autobus principale attraverso Palo Alto con collegamenti al sud della baia e alla Silicon Valley. Il San Mateo County Transit District (SamTrans) fornisce connessioni con la San Mateo County a nord. La Stanford University Free Shuttle (Marguerite Shuttle, servizio di navetta gratuito) mette a disposizione un servizio di autobus supplementare da e per il campus, e il Palo Alto Free Shuttle (Crosstown ed Embarcadero), che collega i punti importanti in Palo Alto, compresa la biblioteca principale, il centro, il Municipal Golf Course, la Caltrain University Avenue Station ed entrambe le scuole superiori.

### Ciclismo
La bicicletta è un mezzo di trasporto popolare a Palo Alto. Essa rappresenta il 7,5% dei mezzi di trasporto per andare al lavoro, e pone Palo Alto, per questo uso della bicicletta, terza tra le città nella Bay Area, dopo Berkeley e Menlo Park. Dal 2003, Palo Alto ha ricevuto lo status di "Gold" come Bicycle Friendly Community dalla League of American Bicyclists. Il terreno pianeggiante della città e le molte strade tranquille all'ombra degli alberi che offrono comfort e sicurezza ai ciclisti, e il clima temperato rende possibile l'uso della bicicletta tutto l'anno. Palo Alto è stata tra le prime città ad introdurre il concetto di pista ciclabile nel 1970, migliorando la strada residenziale di Bryant Street per renderla comoda per i ciclisti, eliminando i segnali di stop, creando segnali stradali particolari, installando dispositivi per moderare il traffico e un ponte per biciclette. Tuttavia, le arterie con molto traffico che offrono spesso la via più veloce e diretta per molte destinazioni, sono pericolose per i ciclisti a causa degli elevati volumi di traffico in rapida evoluzione e la mancanza di piste ciclabili. El Camino Real, Alma Street, ed Embarcadero e Middlefield roads, tutte classificate nel Palo Alto Bicycle Transportation Plan del 2003 come a "priorità alta" per la necessità di migliorare la sicurezza introducendo le piste ciclabili, ancora non contengono alcun miglioramento per i ciclisti.

## Amministrazione
Palo Alto è stata costituita nel 1894 e nel 1909 ha eletto, in base alla sua municipal charter, un governo locale composto da un consiglio di quindici membri; la responsabilità per varie funzioni governative sono delegate a comitati appositamente designati. Nel 1950 la città ha adottato un governo di tipo council-manager. Diversi comitati nominati sono consulenti del Consiglio Comunale su temi specialistici, come la pianificazione territoriale, servizi pubblici e biblioteche, ma queste commissioni non hanno una diretta autorità sul consiglio comunale della City. Nel 2011, il Comune aveva solo nove membri. I mandati di Sindaco e Vice Sindaco hanno una durata annuale e scadono alla prima riunione di gennaio. Le elezioni municipali generali si tengono il primo martedì dopo il primo lunedì nel mese di novembre, negli anni dispari. Il consiglio resta in carica per quattro anni.

### Politica
La città è fortemente democratica con il 52% degli iscritti al Partito Democratico, contro il 25% registrato con il Partito Repubblicano. Nella assemblea legislativa statale Palo Alto si trova nell'11º distretto del Senato, rappresentata dal democratico Joe Simitian e nel 21º Assemblea Distrettuale, rappresentata dal democratico Rich Gordon. Federalmente, Palo Alto si trova nel distretto congressuale 14º della California, che dispone di un Cook PVI (Partisan Voting Index) di D+21 ed è rappresentata dalla democratica Anna G. Eshoo.

### Gemellaggi
- Albi (Francia)
- Linköping
- Oaxaca de Juárez
- Enschede
- Palo (Leyte)
- Tsuchiura
- Palo del Colle

Nel 1989, Palo Alto ha ricevuto in dono una grande, bizzarra scultura di legno dal nome "Amici stranieri" (Foreign Friends, Fjärran Vänner) - un uomo, una donna, un cane e un uccello seduti su una panchina da parco - da Linköping. La scultura è stata apprezzata da alcuni, definita "grottesca" da altri ed è diventata un bersaglio preferito dei vandali. È stata coperta con una grande cartolina postale con la scritta "Return to Sender" (restituire al mittente). Un ex professore della Stanford University è stato arrestato per aver tentato di dargli fuoco. È stata coperta di vernice. Quando le statue sono state decapitate il giorno di Halloween del 1993, l'opera è stata riempita di fiori, mazzi di fiori e biglietti. A seguito di una donazione anonima, le teste sono state ripristinate. In poche settimane, le teste restaurate sono state nuovamente rimosse e questa volta sono sparite. Le teste furono poi sostituite con altre nuove, che hanno generato ancora più disgusto, dato che molti le ritennero ancora meno attraenti. La scultura è stata rimossa dalla sua sede all'incrocio tra Embarcadero Road e Waverley Avenue e nel 1995, smantellata e messa in deposito fino alla sua distruzione nel 2000.